# Camila Brait
Camila Brait (Rio de Janeiro, 1988. október 28. –) brazil röplabdázó és strandröplabdázó. A brazil női röplabda-válogatott és az Osasco Voleibol Clube tagja.